# Tornön, Täby kommun
Tornön är en obebodd ö belägen i Stora Värtan, inom Täby kommun i Stockholms län. Ön är Täbys största orörda ö och har historiskt varit avstängd för allmänheten på grund av militär verksamhet. Numera är den tillgänglig för besökare och erbjuder naturupplevelser, grillplats och vandringsmöjligheter.

## Geografi
Tornön ligger i Stora Värtan, en fjärd i Stockholms inre skärgård, mellan Djursholm, Täby, Bogesundslandet och Lidingö. Ön är cirka 16 hektar stor (160 000 m²) och är till största delen täckt av skog. Den nås endast med båt och är ett populärt utflyktsmål för bad och fiske.

## Historia
Under 1900-talet ingick Tornön i ett militärt skyddsområde kopplat till Roslagens flygflottilj (F 2) i Hägernäs. Ön var då stängd för allmänheten och användes för militära ändamål. Spår av denna period finns fortfarande kvar på ön.

## Nutida användning
Efter att militärområdet avvecklades har Täby kommun arbetat för att göra Tornön tillgänglig för allmänheten. En ny brygga, grillplats och vindskydd har anlagts för att främja friluftsliv. Ön är nu ett uppskattat utflyktsmål.